# Aroche
Aroche è un comune spagnolo di 3 419 abitanti situato nella comunità autonoma dell'Andalusia.

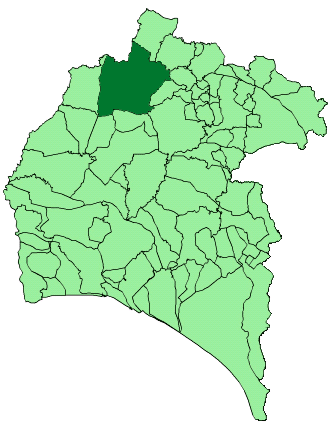
Mappa del comune nella provincia

## Geografia fisica
Il territorio comunale è attraversato dal fiume Chanza.